# Phước Tân, Bác Ái
Phước Tân là một xã thuộc huyện Bác Ái, tỉnh Ninh Thuận, Việt Nam.

## Địa lý
Xã Phước Tân nằm ở phía tây huyện Bác Ái, có vị trí địa lý:
- Phía đông giáp xã Phước Tiến
- Phía tây giáp xã Phước Hòa
- Phía nam giáp xã Phước Tiến và huyện Ninh Sơn
- Phía bắc giáp xã Phước Bình và tỉnh Khánh Hòa.

Xã có diện tích 65,35 km², dân số năm 2019 là 2.889 người, mật độ dân số đạt 44 người/km².

## Lịch sử
Trước đây, Phước Tân là một xã thuộc huyện Ninh Sơn.
Ngày 28 tháng 11 năm 1983, Hội đồng Bộ trưởng ban hành Quyết định 140-HĐBT. Theo đó, sáp nhập hai xã Phước Tân và Phước Tiến thành xã Trà Co.
Ngày 29 tháng 8 năm 1994, Chính phủ ban hành Nghị định số 104/CP. Theo đó, chia lại xã Trà Co thành hai xã Phước Tân và Phước Tiến.
Ngày 6 tháng 11 năm 2000, huyện Ninh Sơn được chia thành hai huyện Ninh Sơn và Bác Ái, xã Phước Tân chuyển sang trực thuộc huyện Bác Ái như hiện nay.